# Eion Bailey
Pour les articles homonymes, voir Bailey.
Eion Bailey, né le 8 juin 1976 à Santa Ynez Valley (en), en Californie, est un acteur américain.

## Biographie
Bailey a grandi dans une famille de militaires (son père est un commandant dans l'US Navy et deux de ses grands-pères étaient des pilotes de chasse). Durant son enfance, ses parents lui ont fait croire qu'il n'était pas humain, mais qu'il était un robot. Cette sensation de non-humanité l'a beaucoup inspirée pour jouer Pinocchio dans Once Upon A Time.
Lorsqu'il avait douze ans, son père lui donnait des leçons de pilotage. Au lycée, il jouait beaucoup au baseball et avait un très bon potentiel mais son rapport avec l’entraîneur était très mauvais. Cependant, il trouve sa vocation dans son département d'art dramatique de lycée.
Puis, il réussit à faire ses preuves dans la comédie et a été accepté à la prestigieuse école d'art dramatique de New York : l'American Academy of Arts. Il s'est fait connaître dans plusieurs pièces de théâtre au niveau national. Il apparaît dans Equus au Pasadena Playhouse, dans Spoon River Anthology, dans Look Homeward, dans Angel et dans Dinner at Eight à l'Académie Américaine des Arts Dramatiques, dans Desire and I à l'Access Theater Santa Barbara, et dans la mère d'Icare au SBCC Studio Théâtre. Puis, il se montre très convaincant en passant un casting pour le rôle de Batman. À défaut d'être le favori, Eion Bailey était incontestablement le moins connu des acteurs. S'il avait réussi, il n'y aurait nul doute que sa carrière aurait pris une tout autre direction avec le masque de Batman.
Grâce à la série Once Upon A Time où il joue le rôle d'un mystérieux inconnu, qui s'avère ensuite être Pinocchio dans la saison 1, il réussit à séduire la grande majorité des téléspectateurs et se fait davantage connaître.
Il est marié à la metteuse en scène de théâtre canadienne Weyni Mengesha (en) et ils sont parents de deux enfants.

## Filmographie

### Cinéma
- 1997 : A Better Place (en) de Vincent Pereira (en) : Ryan
- 1999 : Fight Club de David Fincher : Ricky
- 2000 : The Young Unknowns de Catherine Jelski : Joe
- 2000 : Danse ta vie (Center Stage) de Nicholas Hytner : Jim Gordon
- 2000 : Presque célèbre (Almost Famous) de Cameron Crowe : Jann Wenner
- 2001 : Seven and a Match (en) de Derek Simonds : Sid
- 2002 : The Scoundrel's Wife (en) de Glen Pitre : Ensign Jack Burwell
- 2004 : Profession Profiler (Mindhunters) de Renny Harlin : Bobby Whitman
- 2004 : Pancho Villa dans son propre rôle (And Starring Pancho Villa as Himself) : Frank Thayer
- 2005 : Secrets entre amis (en) (Life of the Party) de Barra Grant (en) : Michael
- 2005 : Sexual Life de Ken Kwapis : David
- 2006 : Candles on bay street de John Erman : Sam
- 2008 : A House Divided de Mitch Davis (en) : Romi Meir
- 2009 : The Canyon de Richard Harrah : Nick
- 2009 : untitled : josh
- 2014 : Hero.Traitor.Patriot de Weyni Mengesha et Eion Bailey : Michael Hastings
- 2014 : The liars chair : Cow boy
- 2017 : Extortion de Phil Volken : Kevin Riley
- 2017 : Le Pacte secret de Noël (Switched for christmas) de Lee Friedlander : Tom Kinder
- 2020 : Ma belle inconnue de Noël (Deliver by christmas) : Josh

### Télévision
- 1997 : Buffy contre les vampires (S1 EP06) : Kyle Dufours
- 1998 : Dawson (S1 EP08 et EP09) : Billy Conrad
- 1998 : Significant Others (en) : Cambell Chasen
- 2001 : Frères d'armes (Band of Brothers) : Pvt. David Kenyon Webster
- 2003 : FBI portés disparus (S2 EP03) : Christopher Mayes
- 2004 : Urgences (E.R.) (S11 EP09, 11 à 15, 18 à 21) : Jake Scanlon
- 2005 : Les experts Manhattan (S2 EP24) : Dean Lessing
- 2006 : Rêves et Cauchemars (S1 EP02) : Lonnie Freeman
- 2008 : Numb3rs (S5 EP16) : Cam
- 2009 : Cold Case (S6 EP21) : Patrick Lennox
- 2010 : Covert Affairs : Ben Mercer (saisons 1 et 2)
- 2011 : 30 Rock (S5 EP15) : Anders
- 2011 - 2017 : Once Upon a Time : August Wayne Booth / Pinocchio
- 2011 : New York, section criminelle (saison 10, épisode 7) : Adam Winter
- 2013 : New York, unité spéciale (saison 14, épisode 21) : Frank Patterson
- 2014 : Stalker : Ray Matthews
- 2014 : Ray Donovan (S2 EP06 à 10, 12) : Steve Knight
- 2017 : The last Tycoon (S1 EP02, 03 et 06) : Clint Frost
- 2018 : FBI (S1 EP06) : Sénateur Gary Lynch
- 2020 : Le Fléau : Teddy Weizak[1]
- 2020 : Emily in Paris : Randy Zimmer
- 2022 : From : Jim Matthews

## Récompenses
- Nommé en tant que meilleur acteur dans un second rôle pour Pancho Villa dans son propre rôle à Satellite Awards

- Prix du meilleur acteur dans un film de jeunesse pour Secrets entre amis (en) à Daytime Emmys

## Vie privée
Sa sœur, Raewyn Bailey est également actrice. Son cousin se nomme Jordi Bailey.
Il est sorti avec l'actrice Sarah Wells mais ils se sont séparés en 2010. Depuis 2011, il est marié à la chef monteuse, réalisatrice et productrice de théâtre Weyni Mengesha avec qui il a deux enfants.

## Philanthropie
Au cours d'un voyage au Pérou, Bailey a vécu une expérience qui a changé sa vie en accompagnant un groupe d'enfants qui voyagent 24 miles à pied pour aller à l'école. Cela l'a forcé à utiliser son expérience télévisuelle et cinématographique pour le plus grand bien et a conduit à la création d'Imagine This!, une émission de télé-réalité enregistrant des projets philanthropiques de personnes à travers le monde.[réf. nécessaire]